# L'Odissea (Ingres)
L’Odissea (L'Odyssée) è un dipinto di Jean-Auguste-Dominique Ingres, realizzato tra il 1827 circa e il 1850 ed oggi conservato al museo di belle arti di Lione.

## Storia

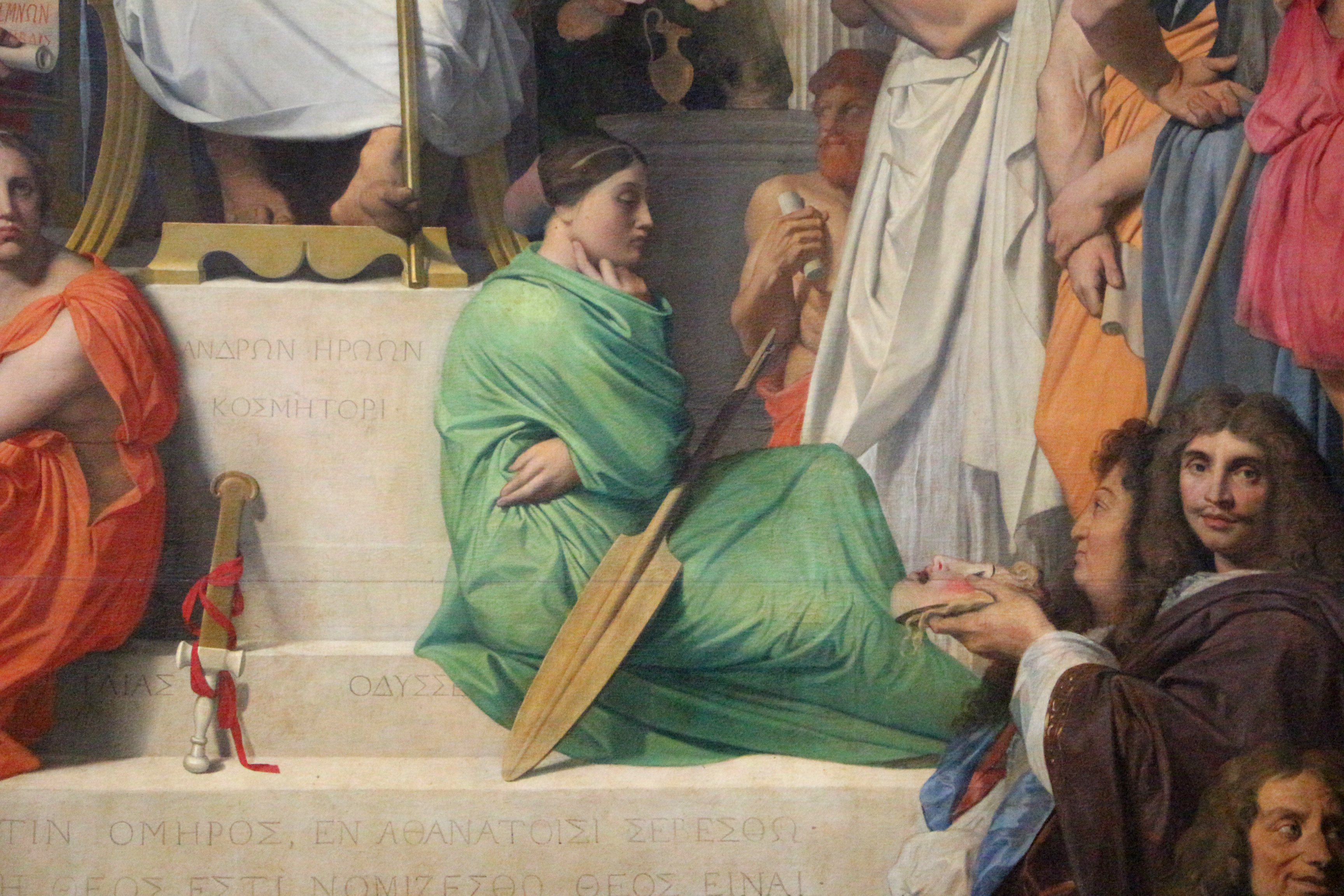
La personificazione dell'Odissea in un dettaglio del dipinto Apoteosi di Omero.

Il dipinto è tratto da un'altra opera di Ingres, l'Apoteosi di Omero del 1827. Nel dipinto originale, infatti, l'Iliade e l'Odissea personificate si trovano verso il centro dell'opera e sono identificate dai loro corrispettivi nomi in greco antico. 
Ingres aveva cominciato a lavorare ad un quadro raffigurante la personificazione dell'Odissea a petto nudo, ma poi sentì che la nudità non ci addiceva a lei e decise di dipingerla vestita. Le pieghe del vestito dimostravano infatti l'abilità del pittore di riprodurre realisticamente un tessuto, come è dimostrato in uno studio per l'Apoteosi di Omero oggi conservato al museo del Louvre.
Nel 1923, il dipinto venne lasciato in eredità al museo di belle arti di Lione dal banchiere Joseph Gillet.

## Descrizione

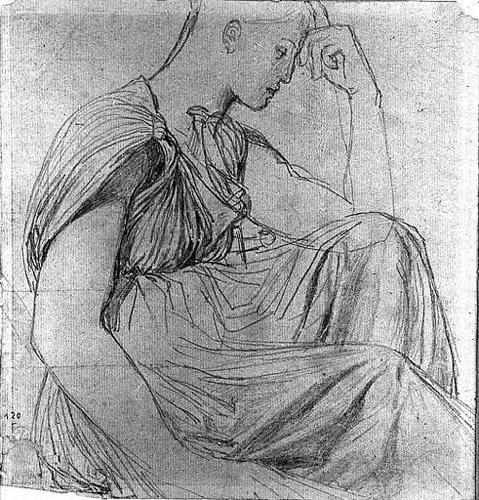
Uno studio per la personificazione dell'Odissea.

Il soggetto dipinto è una personificazione dell'Odissea, il celebre poema epico di Omero, considerato insieme all'Iliade, l'altro grande poema omerico, una delle opere fondatrici della letteratura europea. 
La figura è seduta su una roccia (sulla quale si trova scritto ΟΔΥΣΣΕΙΑ, il suo nome in greco) ed è vista di profilo. La fronte meditativa è appoggiata sulla mano sinistra, mentre il ginocchio sinistro è sollevato. L'Odissea indossa una tunica verde che sottolinea le sue forme generose e lascia scoperte sia le spalle che le ginocchia. I suoi capelli castani sono raccolti in una crocchia intrecciata e la testa è coperta da un elmo dorato. Inoltre, la figura tiene con la mano destra un remo dall'estremità appuntita (che simboleggia il tema del viaggio affrontato nel poema). A parte la roccia sulla quale si trova l'Odissea, non sono presenti altre decorazioni a parte uno sfondo nero. I colori utilizzati per la carne ed il tessuto sono cinerei e consentono alla figura di emergere maggiormente dallo sfondo nero.
La posa del personaggio e il suo abbigliamento sono diversi rispetto al dipinto originale, poiché nell'Apoteosi di Omero la personificazione dell'Odissea è coperta da un abito più lungo, non indossa un elmo dorato e porta la mano sinistra sul mento, invece di portare la mano destra sulla fronte. Inoltre, nel dipinto originale l'Odissea non regge il remo con la mano. Tuttavia, in un bozzetto per l'opera originaria, conservato a Nuova Orleans, la personificazione dell'Odissea assume la stessa posa assunta nel dipinto del 1827/1850.